# Tour de France 1922
Il Tour de France 1922, sedicesima edizione della Grande Boucle, si svolse in quindici tappe tra il 25 giugno e il 23 luglio 1922, per un percorso totale di 5 372 km. Fu vinto per la seconda ed ultima volta (dopo il successo nell'edizione del 1919) dal belga Firmin Lambot (al terzo ed ultimo podio della carriera al Tour). Si trattò della settima vittoria (peraltro consecutiva) ottenuta da un corridore del Belgio: questa striscia di vittorie consecutive al Tour da parte di corridori di una stessa nazione rappresenta tuttora un primato imbattuto.
Lambot terminò in 222h08'06", davanti al francese Jean Alavoine (secondo classificato e per la quarta volta e ultima volta sul podio di Parigi dopo un altro secondo posto e due terzi) e al connazionale Félix Sellier (al primo e unico podio della carriera alla Grande Boucle in qualità di terzo classificato).

## Tappe
| Tappa  | Data      | Percorso                      | km    | Vincitore di tappa | Leader cl. generale |
| ------ | --------- | ----------------------------- | ----- | ------------------ | ------------------- |
| 1ª     | 25 giugno | Parigi > Le Havre             | 388   | Robert Jacquinot   | Robert Jacquinot    |
| 2ª     | 27 giugno | Le Havre > Cherbourg          | 364   | Romain Bellenger   | Robert Jacquinot    |
| 3ª     | 29 giugno | Cherbourg > Brest             | 405   | Robert Jacquinot   | Robert Jacquinot    |
| 4ª     | 1º luglio | Brest > Les Sables-d'Olonne   | 412   | Philippe Thys      | Eugène Christophe   |
| 5ª     | 3 luglio  | Les Sables-d'Olonne > Bayonne | 482   | Jean Alavoine      | Eugène Christophe   |
| 6ª     | 5 luglio  | Bayonne > Luchon              | 326   | Jean Alavoine      | Eugène Christophe   |
| 7ª     | 7 luglio  | Luchon > Perpignano           | 323   | Jean Alavoine      | Jean Alavoine       |
| 8ª     | 9 luglio  | Perpignano > Tolone           | 411   | Philippe Thys      | Jean Alavoine       |
| 9ª     | 11 luglio | Tolone > Nizza                | 284   | Philippe Thys      | Jean Alavoine       |
| 10ª    | 13 luglio | Nizza > Briançon              | 274   | Philippe Thys      | Jean Alavoine       |
| 11ª    | 15 luglio | Briançon > Ginevra (CHE)      | 260   | Émile Masson       | Jean Alavoine       |
| 12ª    | 17 luglio | Ginevra (CHE) > Strasburgo    | 371   | Émile Masson       | Hector Heusghem     |
| 13ª    | 19 luglio | Strasburgo > Metz             | 300   | Federico Gay       | Firmin Lambot       |
| 14ª    | 21 luglio | Metz > Dunkerque              | 432   | Félix Sellier      | Firmin Lambot       |
| 15ª    | 23 luglio | Dunkerque > Parigi            | 325   | Philippe Thys      | Firmin Lambot       |
| Totale | Totale    | Totale                        | 5 372 |                    |                     |

## Resoconto degli eventi
La partenza avvenne dal Luna Park di Parigi con arrivo finale al Parco dei Principi.
Inizialmente fu il francese Eugène Christophe a conquistare la maglia gialla, dopo aver vinto tre tappe consecutive, ma nella settima frazione ruppe la forcella sulla discesa del Galibier arrivando con 3 ore e 30 minuti dal vincitore Jean Alavoine. Quest'ultimo riuscì nell'impresa di aggiudicarsi le tre tappe pirenaiche consecutivamente, conquistando così la maglia gialla, ma perdendola al termine dell'undicesima dopo una serie di ritardi accumulati a causa di una serie di forature nelle due tappe precedenti, a vantaggio di Hector Heusghem. Fu poi il belga Firmin Lambot a indossare la maglia gialla al termine della tredicesima tappa, portandola fino a Parigi. Nelle due edizioni del Tour da lui vinte, Lambot indossò solo in tre tappe il simbolo del primato.
Firmin Lambot fu il terzo corridore della storia a vincere almeno due edizioni del Tour de France dopo Lucien Petit-Breton e Philippe Thys (quest'ultimo ne aveva già vinti tre). A differenza di Petit-Breton e dei primi due Tour di Thys, Lambot non vinse due edizioni consecutive.
Per il vincitore fu il terzo e ultimo podio in carriera nella Grande Boucle, dopo un'altra vittoria nell'edizione del 1919 e un terzo posto in quella del 1920. Per lui si trattò anche dell'ottava edizione consecutiva del Tour conclusa a Parigi (di cui le ultime sei sempre entro la top-ten della classifica generale). Parteciperà anche ai due Tour successivi ma, contrariamente ai precedenti, non arriverà a Parigi a causa di due ritiri.
Jean Alavoine, soprannominato Le Gars Jean, non riuscì mai a vincere la corsa a tappe francese nonostante quattro podi: arrivò terzo nel 1909 e nel 1914; fu secondo nei Tour 1919 e 1922, sempre alle spalle di Firmin Lambot. Tra la prima e la quarta e ultima volta sul podio di Alavoine erano trascorsi ben tredici anni.
Al Tour 1922 parteciparono 120 corridori divisi in due classi, la prima classe di 25 corridori e la seconda di 95, dei quali 38 giunsero a Parigi. Philippe Thys fu il corridore che vinse il maggior numero di tappe in questa edizione del Tour: cinque su un totale di quindici frazioni.

## Classifiche finali

### Classifica generale
| Pos. | Corridore         | Squadra | Tempo      |
| ---- | ----------------- | ------- | ---------- |
| 1    | Firmin Lambot     | A       | 222h08'06" |
| 2    | Jean Alavoine     | A       | a 41'15"   |
| 3    | Félix Sellier     | A       | a 42'02"   |
| 4    | Hector Heusghem   | A       | a 43'56"   |
| 5    | Victor Lanaers    | A       | a 45'32"   |
| 6    | Hector Tiberghien | A       | a 1h21'35" |
| 7    | Léon Despontin    | A       | a 2h24'29" |
| 8    | Eugène Christophe | A       | a 3h25'39" |
| 9    | Jean Rossius      | A       | a 3h26'06" |
| 10   | Gaston Degy       | A       | a 3h49'13" |